# Ingelheim (Adelsgeschlecht)

Stammwappen derer von Ingelheim

Das zum rheinischen Uradel gehörende Adelsgeschlecht derer von Ingelheim ist seit dem 12. Jahrhundert nachgewiesen. Die Stammreihe des Geschlechts geht bis auf das Jahr 1192 zurück. Seit der Heirat einer Erbtochter der im Mannesstamm erloschenen Echter von Mespelbrunn im 17. Jahrhundert führt die Familie den um den Genanntnamen ergänzten Titel Grafen von Ingelheim genannt Echter von und zu Mespelbrunn. Der Stammsitz der Familie ist Ingelheim bei Mainz.

## Geschichte
Die Ingelheim gelten als eine der ältesten rheinischen edelfreien und damit ritterbürtigen Familien Deutschlands. Sie waren über Jahrhunderte als Schöffen am Ingelheimer Gericht und dem dortigen Oberhof tätig, bei dem zwischen 1300 und 1680 siebzig Gerichte von Kreuznach bis in die Wetterau „zu Haupte gingen“ (= Rat holten).
Gerlachus de Ingilnheim, ministerialis regis, erscheint 1140 urkundlich als Ministeriale Lothars III. Das erste Wappensiegel stammt von Herbold von Ingelheim, Schultheiß am Ingelheimer Rittergericht von 1225. Die ununterbrochene Stammreihe beginnt mit Johann von Ingelheim, Ritter, erstmals erwähnt 1192.
Der Ingelheimer Grund wurde 1375 vom Pfalzgrafen Ruprecht I. als Reichspfand erworben. In dieser Zeit nahmen die Ingelheim vielfältige Aufgaben am Ingelheimer Oberhof als Schöffen, Schultheißen und Oberschultheißen wahr. In der Burgkirche zu Ingelheim und in der St.-Vitus-Kirche in Heidelberg-Handschuhsheim sind noch mehrere Epitaphe von Mitgliedern aus der Familie von Ingelheim zu sehen.
Die Familie blieb auch nach dem Übertritt ihres Landesherrn zum Protestantismus katholisch und orientierte sich zum Erzbistum Mainz, in dessen Verwaltung sie aufstieg. 1679 wurde Anselm Franz von Ingelheim Erzbischof und Kurfürst von Mainz, 1680 wurde die Familie von Kaiser Leopold I. in den Reichsfreiherrnstand mit „Hoch- und Wohlgeboren“ erhoben, 1737 durch Kaiser Karl VI. in den Reichsgrafenstand. Mit der Erhebung in den Reichsfreiherrnstand 1680 wurde auch in Primogenitur das Große Palatinat verliehen.

Wappen der Familie Echter, 1605

Philipp Ludwig von Ingelheim heiratete Maria Ottilia (1648–1701), die Erbtochter aus der Familie Echter von Mespelbrunn. Als die Familie Echter im Jahre 1665 im Mannesstamm mit Johann Philipp (1646–1665) ausstarb, durften die beiden Familien mit kaiserlicher Erlaubnis ihre Namen und Wappen zusammenfügen und somit die Tradition der Familie Echter weiterführen. Noch heute lautet der Name der Familie „Grafen von Ingelheim genannt Echter von und zu Mespelbrunn“, bei Frauen wird – eine Seltenheit im Deutschen Adel – der Name ins Weibliche („Echterin“) abgewandelt. Das neue Familienwappen vereint seitdem die Wappenschilde der beiden Adelsfamilien.
Franz Adolf Dietrich Graf von Ingelheim (1659–1742) war seit 1682 kurmainzischer Vizedom im Rheingau und hielt sich meist in Geisenheim auf, wo er den Ingelheimer Hof besaß. 1683 vermählte er sich mit Ursula Kämmerin von Worms genannt von Dalberg, die um 1720 die Burg Gamburg mit zugehöriger Grundherrschaft erbte, welche bis 1936 im Familienbesitz blieb und neben den Stadtpalais lange Zeit Hauptwohnsitz war. Die Ingelheim verfügten daneben über Streubesitz in ehemaligen Reichsgutkomplex Ingelheim am Rhein sowie über Güter im Rheingau, in Franken (Mespelbrunn) sowie über städtischen Grundbesitz in Mainz und (ab etwa 1830) in Mannheim.
Aufgrund der Französischen Revolution gaben sie ihre linksrheinischen Gebiete auf („da sie nicht Untertanen eines Emporkömmlings sein wollten“) und konzentrierten sich auf ihre Gebiete im Rheingau und in Mainfranken. Friedrich Karl Joseph von Ingelheim baute die 1540 als Erbe der Brömser von Rüdesheim in Ingelheimischen Besitz gekommene, zerfallene Brömserburg in Rüdesheim im Jahre 1809 als romantische Wohnburg aus. Dieses am Beginn der Romantik stehende Bauwerk fand die Beachtung vieler Großer der Zeit, deren Namen im dort noch zu besichtigenden Gästebuch zu sehen sind.

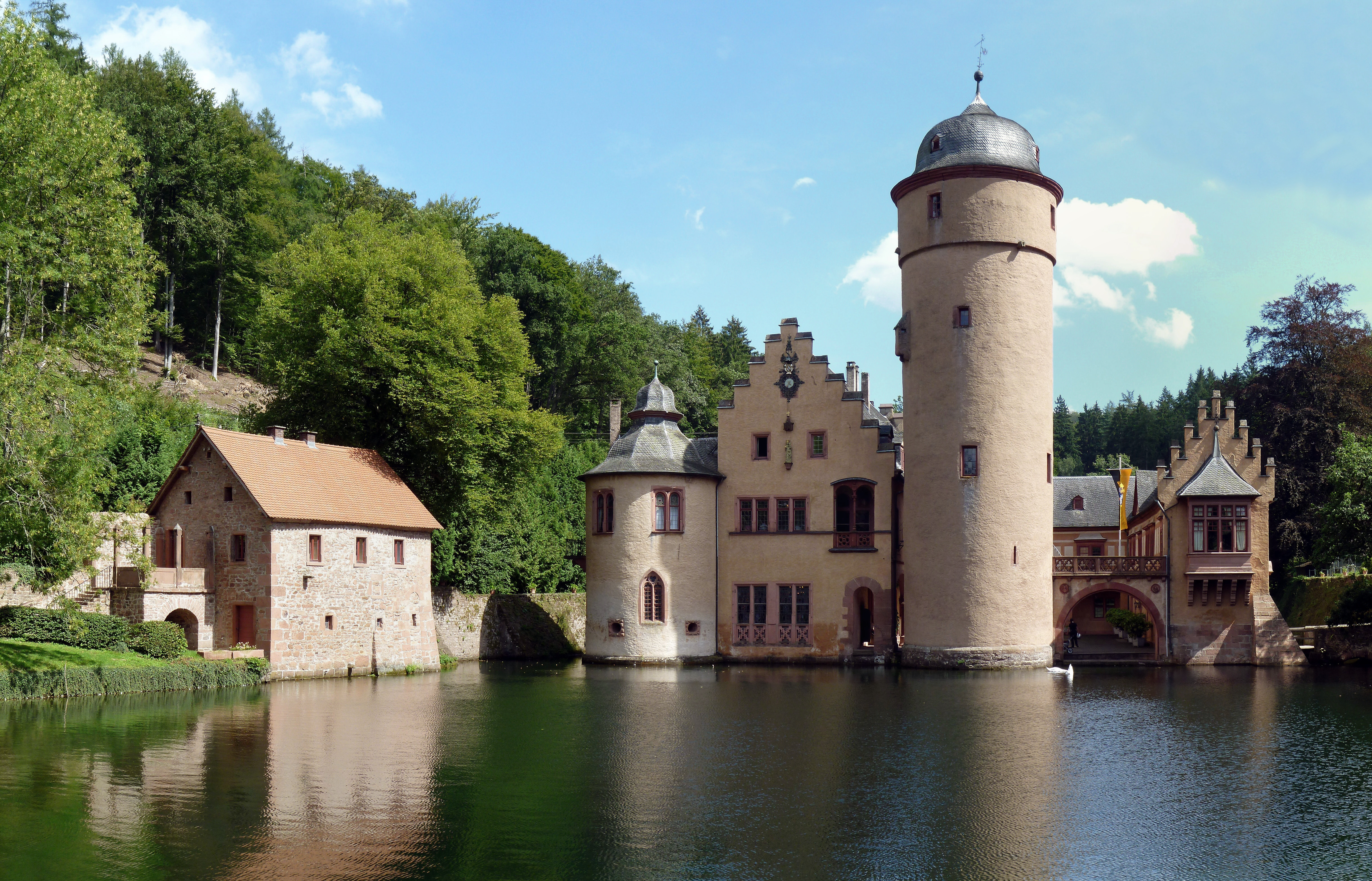
Schloss Mespelbrunn im Spessart

In den Freiheitskriegen (1813–1815) rüstete ebendieser Friedrich Karl Joseph ein Freikorps aus, die Frankfurter Jäger, und kämpfte gegen Napoleon. In den 1830er Jahren erwarb die Familie ein Adelspalais in Mannheim. Philipp Rudolf von Ingelheim war erblicher Reichsrat der Krone Bayern und Ehrendoktor der Universität Würzburg. Er ritt am 11. August 1914 bei der letzten Reiterattacke deutscher Truppen mit, der Reiterattacke von Lagarde bayerischer Ulanen.
Der Sitz des Geschlechts ist seit dem Zweiten Weltkrieg Schloss Mespelbrunn im Spessart.
Albrecht Graf von Ingelheim (CSU), bis Dezember 2006 das Oberhaupt der Familie, engagierte sich in der Lokalpolitik der Gemeinde Mespelbrunn, des Landkreises Aschaffenburg und des Bezirks Unterfranken. Er bekleidete bis zu seinem Tode unter anderem die Ämter des Bezirkstagspräsidenten von Unterfranken, des Vorsitzenden des Universitätsbundes Würzburg und des 1. Vorsitzenden des Geschichts- und Kunstvereins Aschaffenburg e. V. Außerdem war er vom 1. Mai 1978 bis zum 31. Dezember 2005 Bürgermeister der Gemeinde und Verwaltungsgemeinschaft Mespelbrunn. Sein Rücktritt von diesem Ehrenamt erfolgte aus gesundheitlichen Gründen. Albrecht Graf von Ingelheim verstarb am 2. Dezember 2006. Die Erbin des Familienanwesens auf Schloss Mespelbrunn ist seine Tochter Marie Antoinette Reichsgräfin von Ingelheim genannt Echterin von und zu Mespelbrunn-Freifrau von Geyr zu Schweppenburg.
Die heutige Generation ist die 25. in der nachweisbaren Stammreihe.

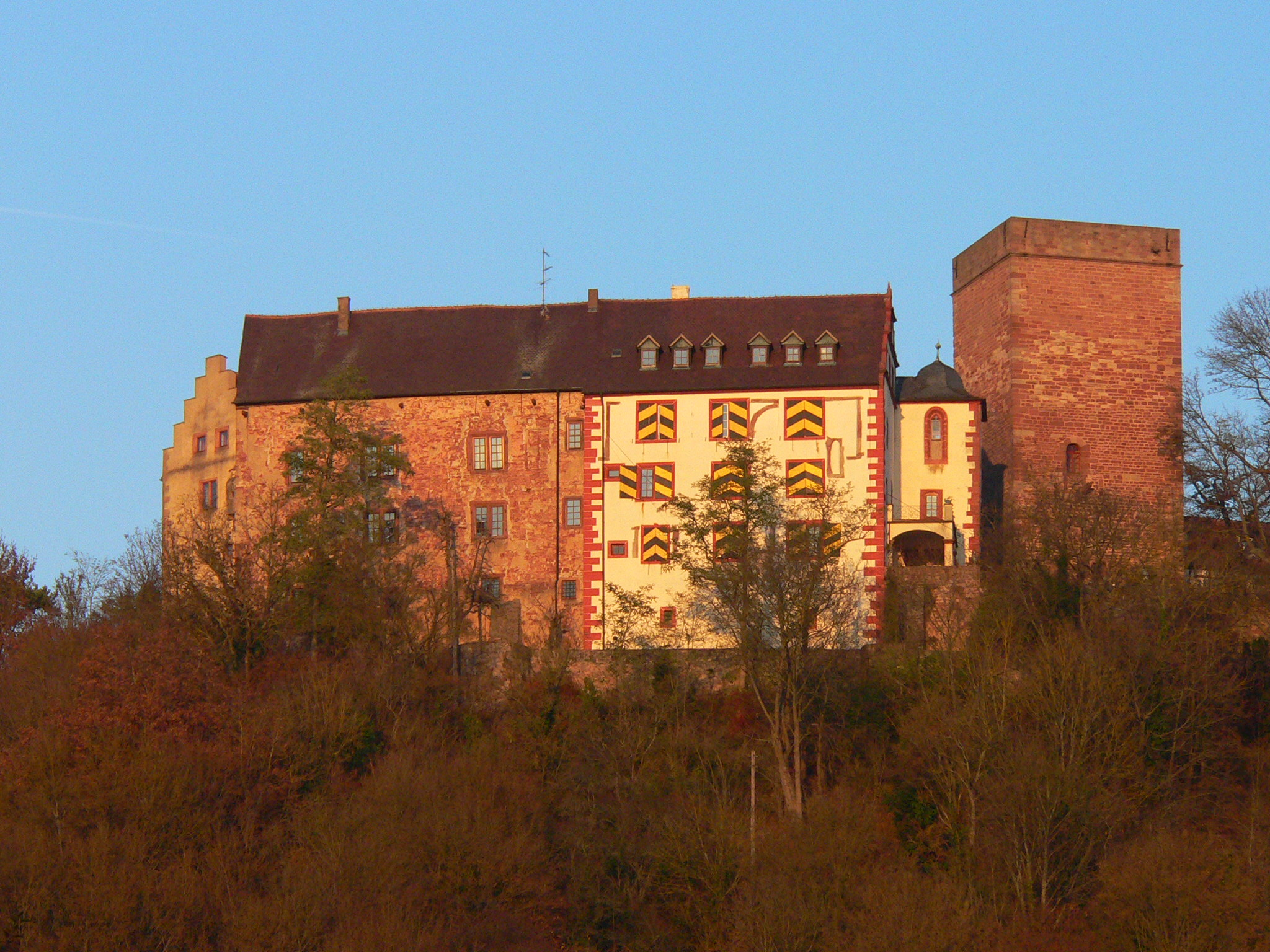
Burg Gamburg
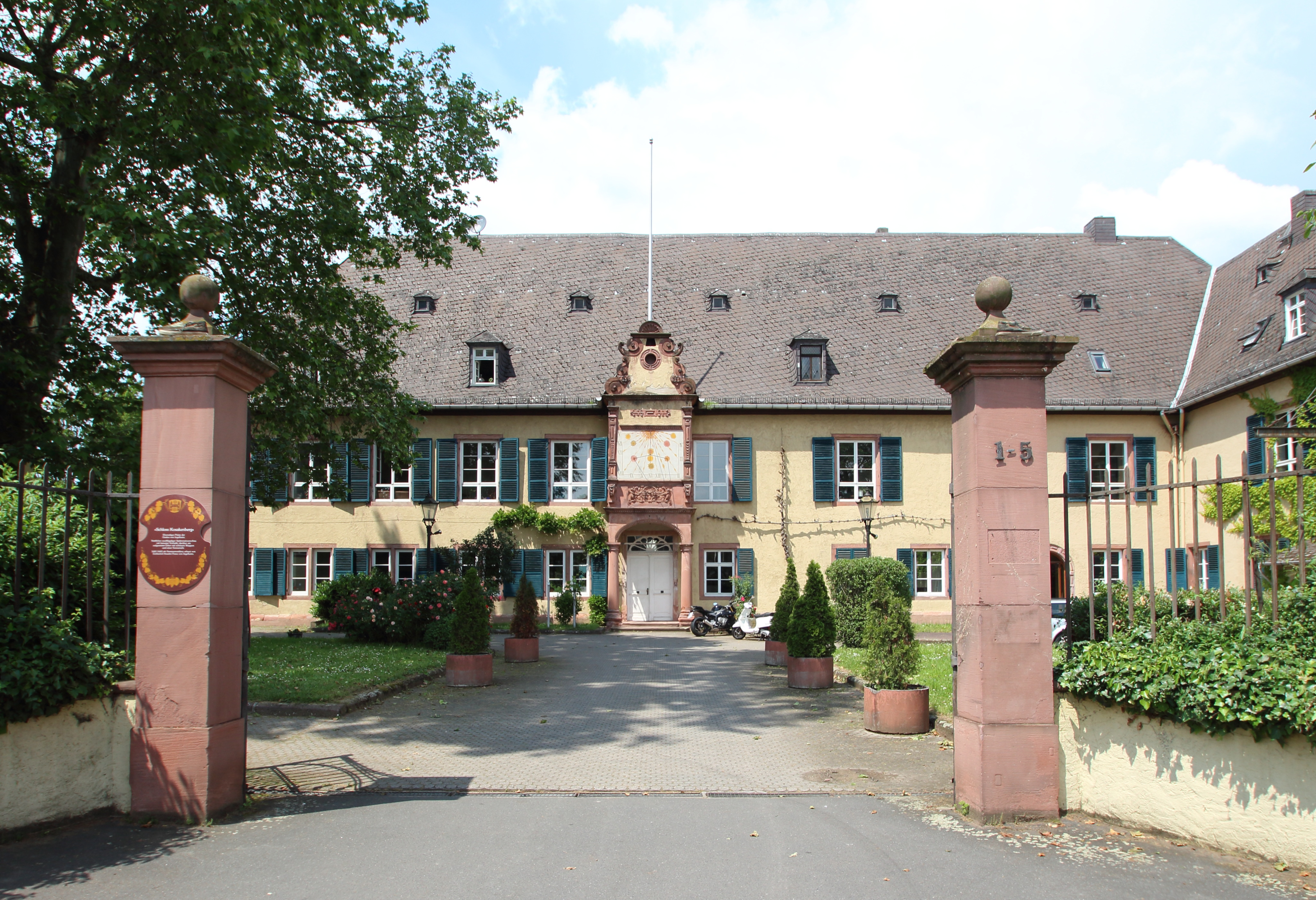
Ingelheimer Hof in Geisenheim (heute „Weingut Schloss Kosakenberg“)
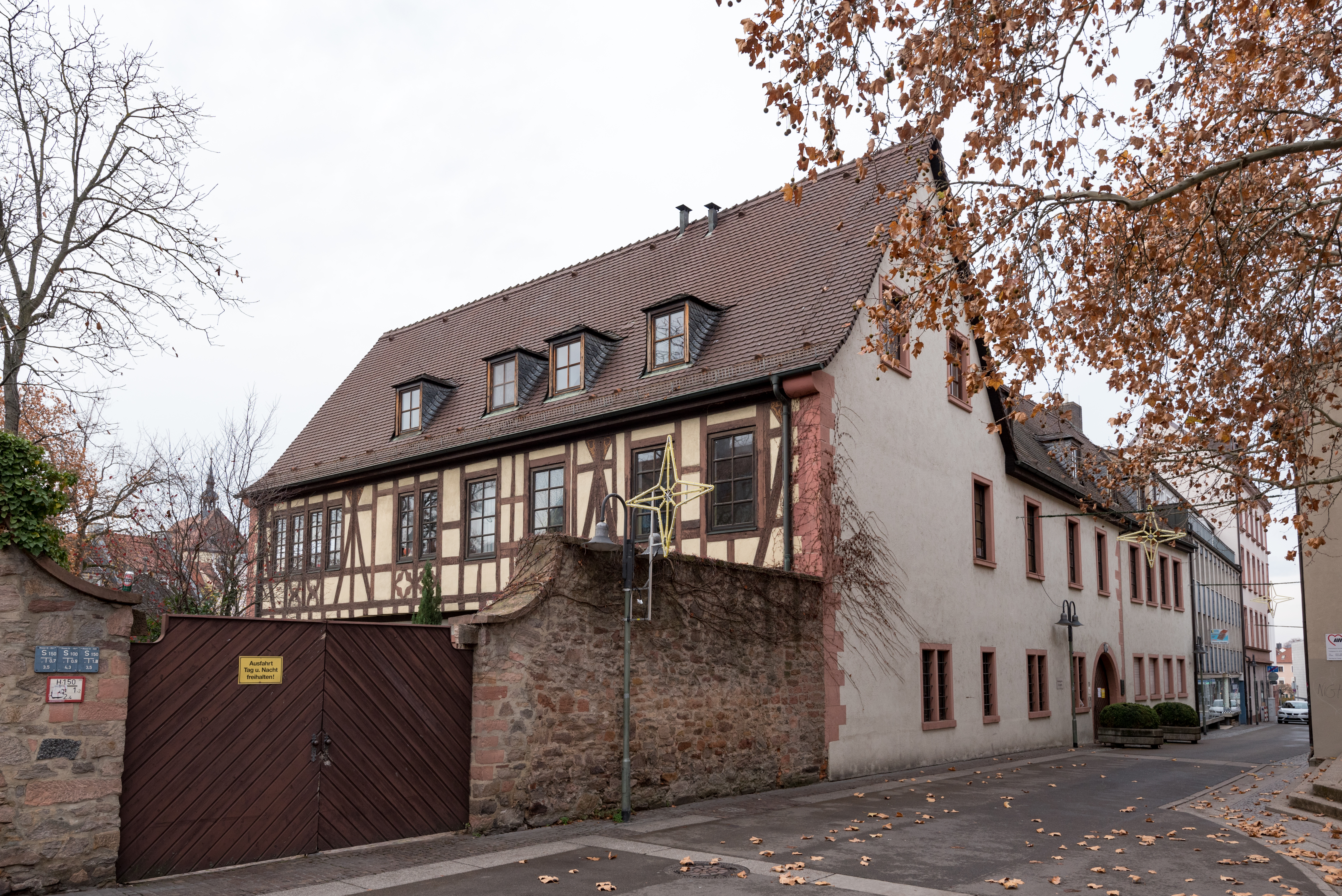
Echterhaus (Ingelheimer Hof) in Aschaffenburg

## Wappen
Das Stammwappen zeigt in Schwarz ein von Rot und Gold in zwei Reihen geschachtes Kreuz. Auf dem Helm mit rot-goldenen Decken ein wie der Schild bezeichneter Adlerflug.

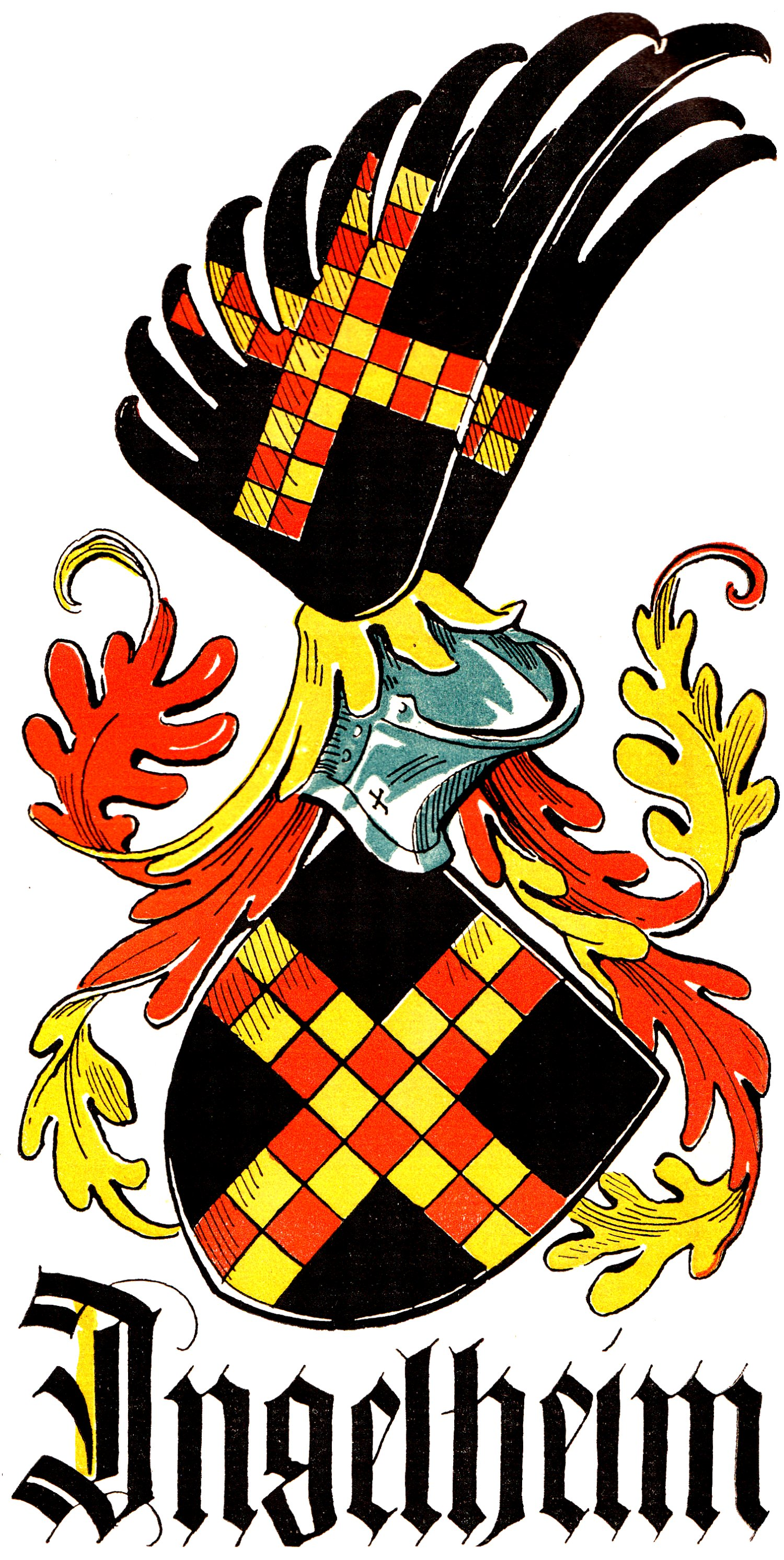
Wappengrafik von Otto Hupp im Münchener Kalender von 1904
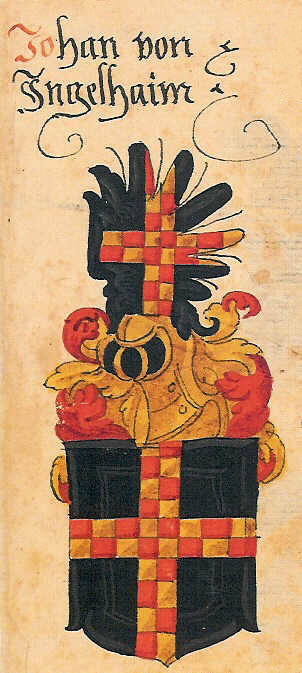
Wappen des „Johan von Ingelhaim“ als Teilnehmer eines Ritterturniers zu Worms im Jahre 1209
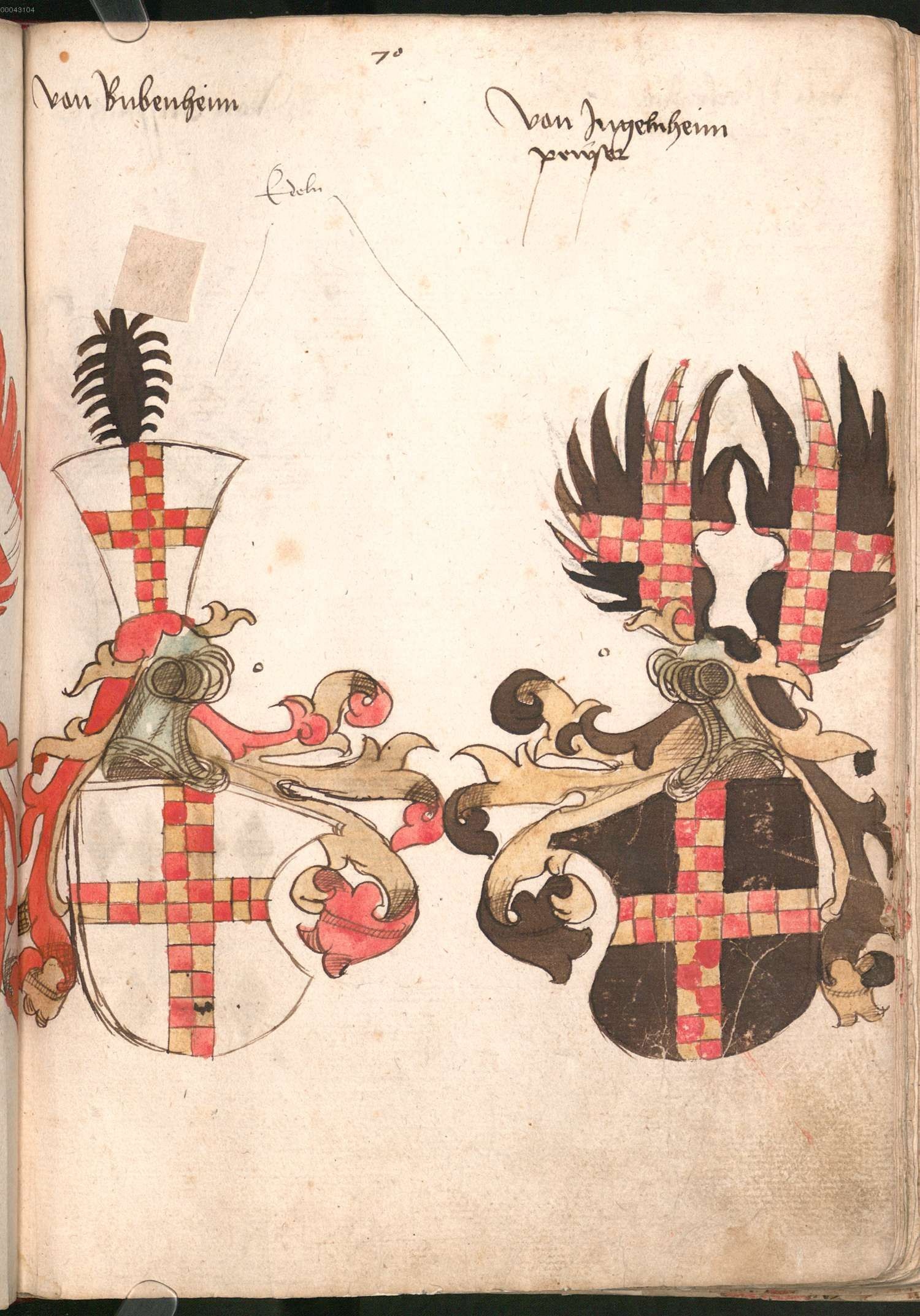
Wappen im Wernigeroder Wappenbuch, Ende 15. Jahrhundert
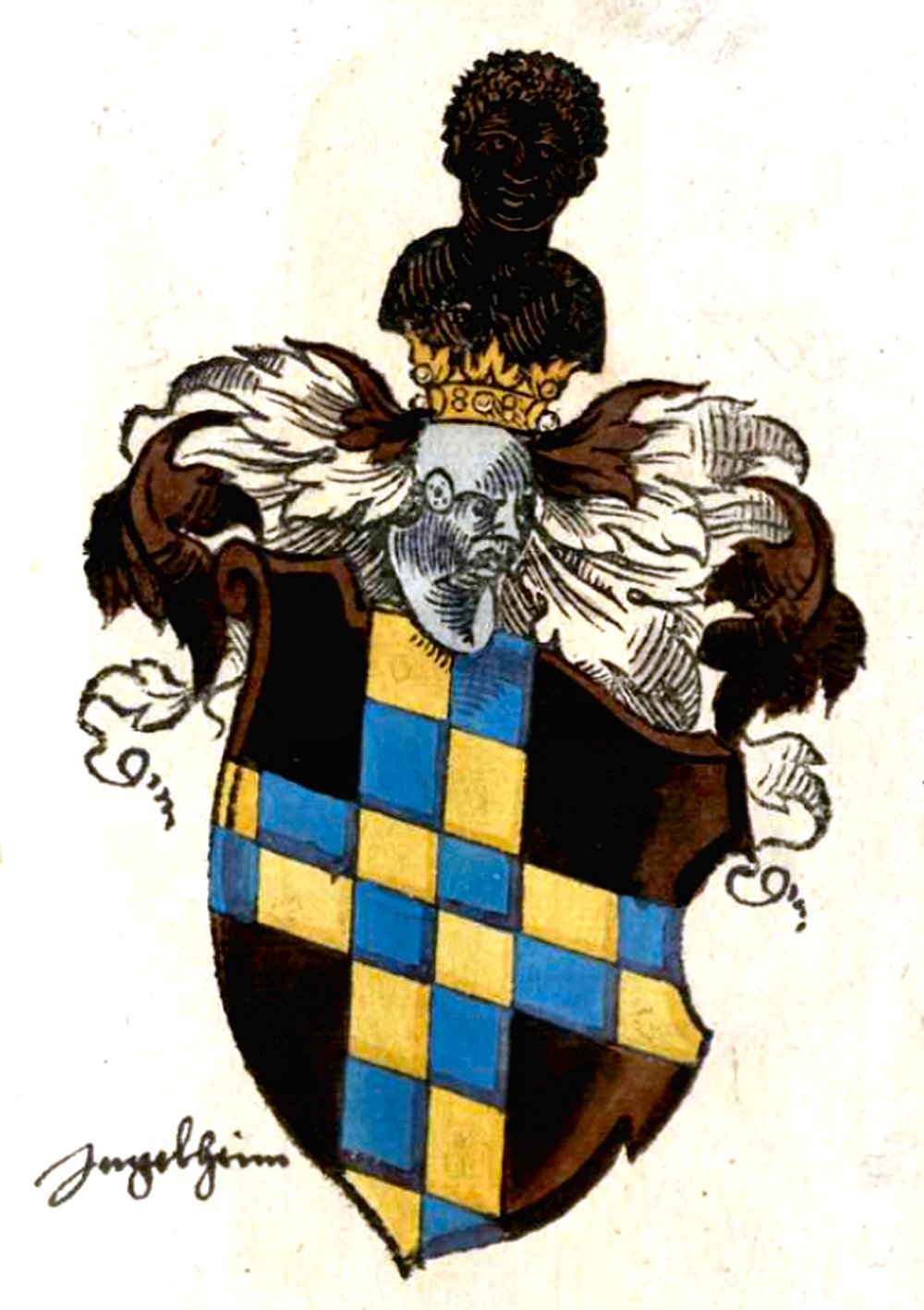
Römischer Kayserlichen / auch zu Hungern vnd Behaimb / Königlichgen Mayestat Wappen, 1578
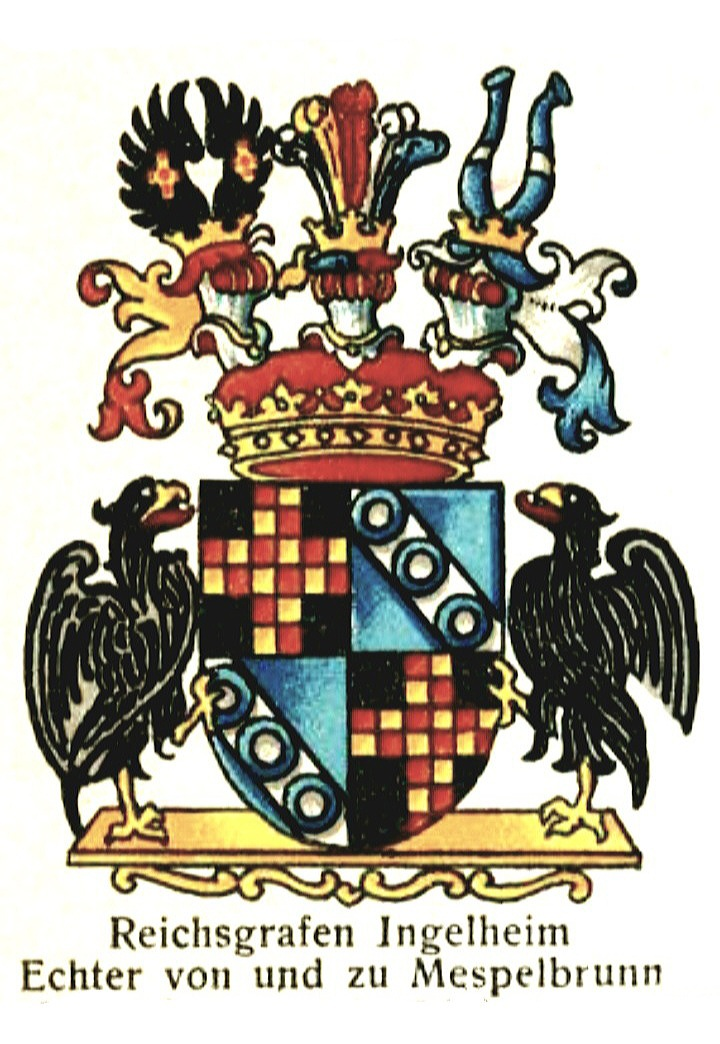
Wappen der Grafen von Ingelheim genannt Echter von und zu Mespelbrunn

## Bekannte Mitglieder
Wichtige Vertreter dieser Familie sind außer dem genannten Erzbischof auch
- Philipp von Ingelheim, Ritter († 1431)
- Johann von Ingelheim, kurpfälzischer Hofmeister († 1517)
- Anselm Franz von Ingelheim (1634–1695), Statthalter von Erfurt, Erzbischof und Kurfürst von Mainz
- Anselm Franz von Ingelheim (1683–1749), Fürstbischof von Würzburg
- Anton Dietrich Carl von Ingelheim (1690–1750), Chorbischof im Bistum Trier, kurfürstlicher Statthalter zu Koblenz
- Franz Adolf Dietrich von Ingelheim (1659–1742), Reichskammergerichtspräsident
- Friedrich von Ingelheim gen. Echter von Mespelbrunn (1777–1847), Abgeordneter
- Friedrich von Ingelheim (1807–1888), österreichischer Gesandter
- Karl Philipp zu Ingelheim (1740–1803), kurhessischer Rat und Oberamtmann
- Philipp von Ingelheim gen. Echter von Mespelbrunn (1801–1879), k. k. Rittmeister, Abgeordneter im nassauischen Landtag
- Albrecht Graf von Ingelheim (1944–2006), Präsident des Bezirkstages Unterfranken 2001–2006
- Franz Anselm Graf von Ingelheim, 1989–2012 Präsident der „Internationalen Gesellschaft für Homöopathie und Homotoxikologie e. V.“